# Francesco Sarcina
Francesco Sarcina (Milano, 30 ottobre 1976) è un cantautore e chitarrista italiano, frontman del gruppo musicale pop rock Le Vibrazioni.

## Biografia

### Primi anni e Le Vibrazioni
Inizia la sua formazione musicale suonando la chitarra in varie band e cover-band del milanese. Nel 1993 conosce Alessandro Deidda, batterista, con il quale darà vita a Le Vibrazioni nel 1999. I due, insieme a Stefano Verderi (chitarrista e tastierista) e Marco Castellani (bassista), formano il gruppo che dopo alcuni anni di anonimato fa breccia con il singolo Dedicato a te nel 2003. Sarcina è autore di testi e musica della quasi totalità delle canzoni del gruppo.

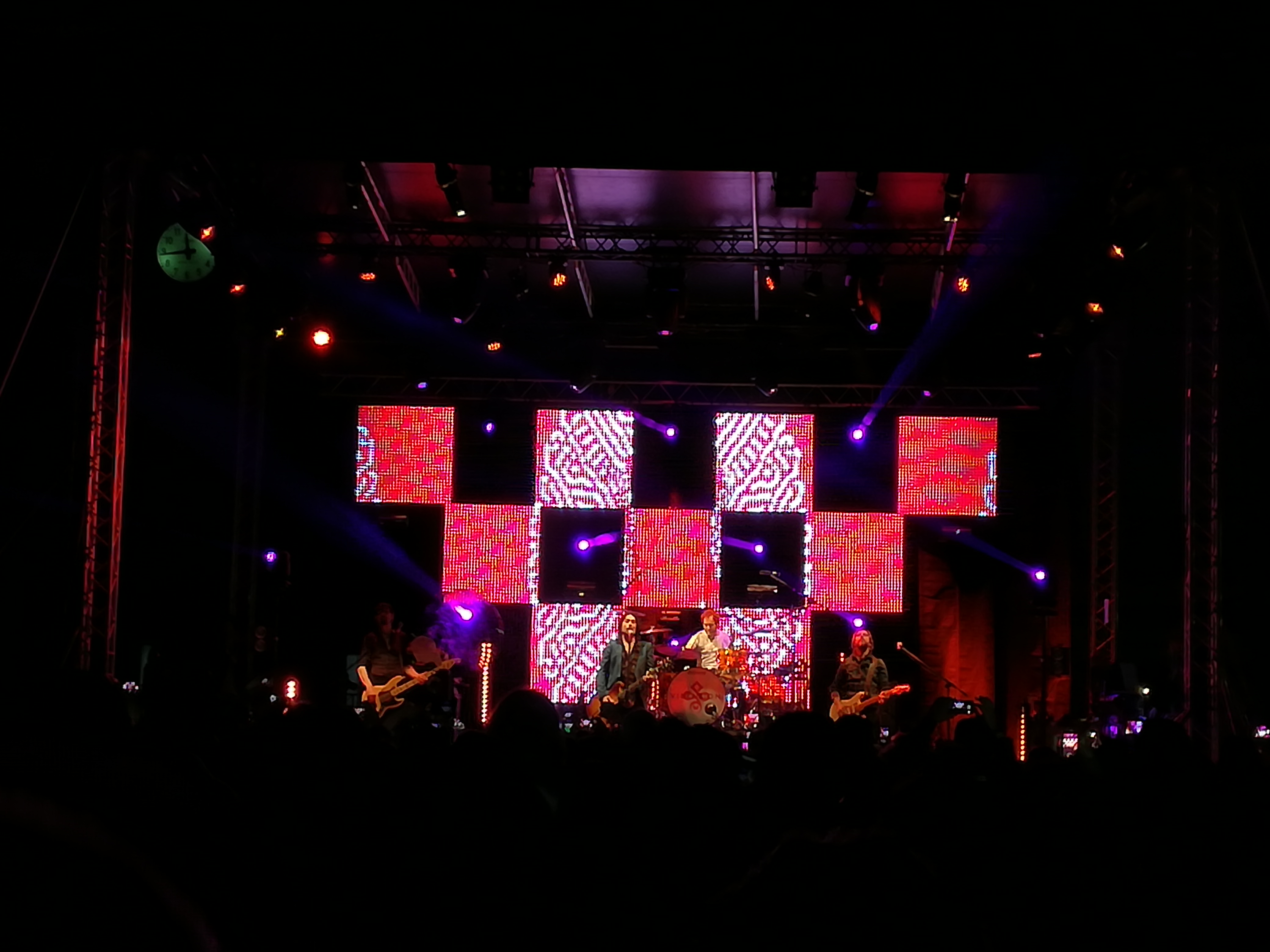
Sarcina in concerto con Le Vibrazioni a Sessa Aurunca nel 2018

Nel 2006 partecipa, insieme agli altri componenti del gruppo, al progetto Rezophonic, mentre nel marzo del 2007 partecipa insieme a Stefano Verderi al Festival di Sanremo come ospite d'eccezione cantando insieme ai Velvet. Il 19 ottobre 2010 scrive e canta un brano contenuto nel concept album Romanzo criminale - Il CD, Libanese il Re, estratto come primo singolo. Nel febbraio 2011 partecipa, come ospite di un'esibizione di Giusy Ferreri, al Festival di Sanremo, duettando con lei nel brano in gara Il mare immenso nella quarta serata del Festival. Nel febbraio 2018 partecipa con il suo gruppo al Festival di Sanremo con il brano Così sbagliato.

### Attività solista,Io(2011-2014)
Il 3 giugno 2011 Sarcina ha partecipato all'album Thori & Rocce dei produttori Don Joe e Shablo, collaborando con i rapper Fabri Fibra, Jake La Furia, Noyz Narcos, Marracash, Gué Pequeno e J-Ax al singolo Le leggende non muoiono mai. Il 29 maggio 2012 ha annunciato il suo progetto solista lanciando in rete il videoclip di Le Visionnaire. Già dal titolo il singolo si presenta come il manifesto di un nuovo corso dell'artista milanese, da sempre aperto a collaborazioni e a incursioni in generi musicali molto differenti tra loro: 
Il brano strumentale, scritto dallo stesso Sarcina (che ne ha suonato le chitarre e il basso, oltre a curare le riprese del video in prima persona), si avvale della collaborazione di Andy Fluon (ex Bluvertigo) al sassofono, di Pablo Shablo e Don Joe dei Club Dogo per la parte ritmica, Mattia Boschi ai violoncelli, con un cameo dell'attrice Melania Dalla Costa. Il video anticipa quindi il viaggio sperimentale che Francesco, assieme ai ragazzi di Chapeaux (agenzia pubblicitaria milanese specializzata in produzioni digitali), ha intrapreso verso una nuova forma d'arte e di maggiore espressione musicale, spaziando tra collaborazioni e nuove produzioni che, con il comune denominatore della sola musica, superano le regole convenzionali del mercato.
Il 25 ottobre 2012 annuncia la pausa con Le Vibrazioni per dedicarsi al progetto da solista, il successivo 7 marzo firma come solista per la Universal, con la quale ha inciso l'album di debutto Io, pubblicato nel 2014 e anticipato da due singoli in download digitale il 4 giugno e il 27 settembre 2013. Il 18 dicembre seguente, all'interno del TG1, Fabio Fazio annuncia la partecipazione di Francesco Sarcina al Festival di Sanremo 2014 con le canzoni Nel tuo sorriso e In questa città. Si è piazzato al decimo posto della classifica finale con Nel tuo sorriso.
Il 16 maggio 2014 pubblica il suo nuovo singolo Giada e le mille esperienze, brano che porterà in gara anche ai Summer Festival. Da settembre 2014 è professore di canto nella quattordicesima edizione di Amici di Maria De Filippi.

### Femmina(2015)
Il 24 aprile 2015 Sarcina ha pubblicato il singolo Femmina, che ha anticipato l'uscita del secondo album in studio del cantautore, anch'esso intitolato Femmina e pubblicato il 19 maggio dello stesso anno. Nel giugno 2015 ha partecipato alla terza edizione del Summer Festival con Femmina, ottenendo una nomination per il Premio RTL 102.5 - Canzone dell'estate. Il 26 agosto è stato annunciato il secondo singolo estratto da Femmina, intitolato Parte di me e uscito il 28 agosto.
Nel 2016 ha preso parte alla quinta edizione dell'adventure game italiano Pechino Express insieme a Clizia Incorvaia, al tempo sua moglie. 

## Vita privata
Nel 2024 si sposa con Nayra Garibo, con la quale ha una figlia nata nel 2021, a Fasano dopo cinque anni di fidanzamento.. In passato ha avuto anche una relazione sentimentale con Clizia Incorvaia.

## Discografia

### Da solista
Album in studio
- 2014 – Io
- 2015 – Femmina

Singoli
- 2013 – Tutta la notte
- 2013 – Odio le stelle
- 2014 – Nel tuo sorriso
- 2014 – Giada e le mille esperienze
- 2014 – In questa città
- 2015 – Femmina
- 2015 – Parte di me
- 2016 – Vai pensiero vai
- 2016 – Ossigeno

Collaborazioni
- 2011 – Le leggende non muoiono mai (Don Joe e Shablo feat. Fabri Fibra, Jake La Furia, Noyz Narcos, Marracash, Gué Pequeno, J-Ax e Francesco Sarcina)
- 2020 – Milano (Irama feat. Francesco Sarcina)
- 2021 – Che classe (J-Ax feat. Francesco Sarcina)

### Con Le Vibrazioni
- 2003 – Le Vibrazioni
- 2005 – Le Vibrazioni II
- 2006 – Officine meccaniche
- 2008 – En vivo (live)
- 2010 – Le strade del tempo
- 2011 – Come far nascere un fiore (raccolta)
- 2018 – V

## Filmografia
- I soliti idioti - Il film, regia di Enrico Lando (2011)

## Televisione
- Amici di Maria De Filippi 14 (Canale 5, 2014-2015)
- Pechino Express - Le civiltà perdute (Rai 2, 2016)
- The Band (Rai 1, 2022)